# (74479) 1999 CJ72
(74479) 1999 CJ72 – planetoida z pasa głównego asteroid okrążająca Słońce w ciągu 5,61 lat w średniej odległości 3,16 j.a. Odkryta 12 lutego 1999 roku.